# Anisozyga diversifimbria
Anisozyga diversifimbria là một loài bướm đêm trong họ Geometridae.